# Tranz Am
Tranz Am je počítačová hra pro domácí počítač Sinclair ZX Spectrum. Hru vytvořila firma Ultimate Play The Game v červenci 1983 a napsal ji Chris Stamper a grafiku navrhl jeho bratr Tim Stamper.
Hra se odehrává v postapokalyptických Spojených státech v roce 3472. 
Úkolem hráče je sebrat osm pohárů nahodně rozmístěných na mapě Spojených států amerických. Benzinu je nedostatek a způsobem, jak doplnit palivo, je projet přes některé z benzínových čerpadel. Ta jsou v na místech, kde leží významná města USA. Hrač se musí vyhýbat překážkám: balvanům, smrkům, kaktusům a také jiným autům, které se pokoušejí do hráče narazit. Musí rovněž předcházet přehřátí motoru, ke kterému dochází při jízdě vysokou rychlostí.
Hra je prezentována v pohledu shora dolů.
Jako jedna z mála her byla vydána nejen na magnetofonové kazetě, ale i jako paměťová karta pro ZX Interface II. Hru lze spustit i na ZX Spectru s 16KB RAM.